# Szymon Palka
Szymon Palka (ur. 14 marca 1997 w Zakopanem) – polski łyżwiarz szybki, zawodnik klubu GKS Stoczniowiec Gdańsk. Jego trenerem jest Ryszard Białkowski. W 2020 roku podczas Mistrzostw Polski na Dystansach, które odbyły się w Tomaszowie Mazowieckim zdobył Mistrzostwo Polski na 5000 metrów, 10 000 metrów i w biegu masowym.